# Hey, Cruel World...Tour
Hey, Cruel World...Tour es el nombre de la gira mundial de Marilyn Manson que promociona su álbum Born Villain y también el sencillo «No Reflection». El retraso del álbum afecto a la gira ya que en pocas semanas se daría el primer show y aún no salía a la venta el álbum, por lo cual el primer legado de la gira fue compuesto por temas anteriores de la banda y no fue hasta mayo de 2012 que se agregaron temas de Born Villain.

## Twins of Evil Tour
El 28 de septiembre de 2012, comenzó una gira mezclada o doble, entre Marilyn Manson y Rob Zombie. Esto causó una remodelación total en la escenografía del Hey, Cruel World...Tour. Incluyendo pantallas, reflectores, escalones que cambian de color y el estrado de Antichrist Superstar es modificado con el logo en estilo 3D.Teniendo más de 30 conciertos programados por todo Estados Unidos y Europa.

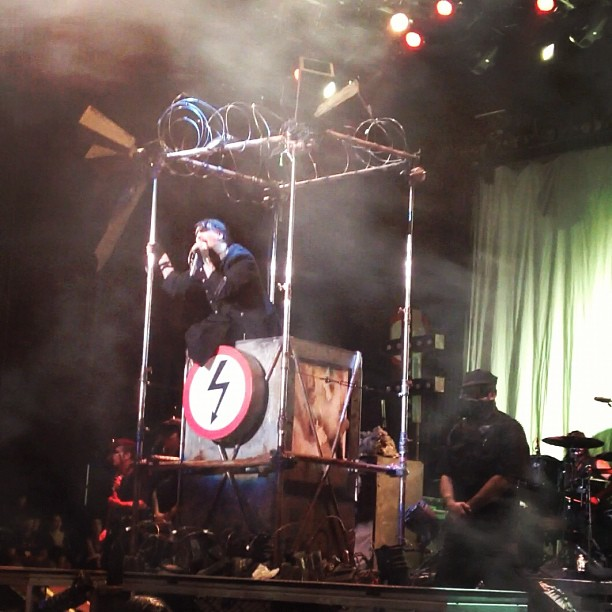
Antichrist Superstar con su modificación teatral en 2012, durante la gira. Donde el famoso estrado usado desde 1996, es transformado a una vista estilo 3D mientras que en la parte alta, se pueden notar alambres de púas y de más objetos que hacen la diferencia entre el antiguo estrado.

## Maquinaria
Manson confirma su visita a América Latina mediante el festival de música Maquinaria Festival, Así confirmando a Chile, Ecuador y Argentina La banda encabeza, siendo estelar el día de dos noches en la Ciudad de México y Guadalajara, en el que se encuentra la suprema Arena Ciudad de México, con capacidad en concierto de más de 25 mil personas, haciendo que esta sea la quinta visita de Manson a México, la cuarta en Argentina y la tercera en Chile. Cabe destacar que también confirmó un concierto en Paraguay, pero dicho evento fue cancelado por causas no muy bien declaradas.

## El colapso en Canadá
Durante el concierto en Saskatoon, Canadá, Manson colapsó durante la interpretación de The Beautiful People. Sin embargo, su banda continuó tocando, pues pensaron que se trataba del acto. Después se dieron cuenta de que no era así y los tramoyistas ayudaron a Manson, El Universal comento Hasta ahora no se sabe qué fue exactamente lo que le pasó al cantante mientras que la web eonline.com dio a la luz la noticia mediante este llamado el rockero cumplía con un show el miércoles por la noche y fue durante el encore que colapsó, Otro medio que dio detalles sobre este suceso, fue Billboard el cual detalladamente relato Dejó de cantar, se dio la vuelta y cayó arrodillado en el escenario, detallaron los reportes que el sitio recogió respecto al incidente ocurrido cuando interpretaba el sencillo que dio a conocer en 1996.

## Lista de canciones
La gira consiste con dos mangas de temas, La original y la renovada.
El primer legado del tour su propósito era promocionar los sencillos de álbumes anteriores mientras el segundo legado comenzó a mostrar temas nuevos de Born Villain, como No Reflection, Slo-Mo-Tion, Pistol Whipped y
Murderers Are Getting Prettier Every Day, El tercer legado es dado a través del Twins of Evil Tour con Rob Zombie, el cual consiste en una escenografía nueva.
| Lista original |
| --- |
| 1. Antichrist Superstar & Disposable Teens 2. The Love Song 3. Little Horn 4. The Dope Show 5. Rock is Dead 6. Tourniquet 7. Personal Jesus 8. mOBSCENE 9. Sweet Dreams (Are Made of This) 10. Coma White & Coma Black 11. 1996 12. The Beautiful People |

| Lista renovada |
| --- |
| 1. Hey, Cruel World... 2. Disposable Teens 3. The Love Song 4. No Reflection 5. mOBSCENE 6. The Dope Show(Contiene elementos de Diary of a Dope Fiend) 7. Slo-Mo-Tion 8. Rock is Dead 9. Personal Jesus 10. Pistol Whipped 11. Murderers Are Getting Prettier Every Day (Solo en conciertos especiales) 12. Tourniquet 13. Irresponsible Hate Anthem 14. Sweet Dreams (Are Made of This) 15. Antichrist Superstar 16. The Beautiful People |

| Twins of Evil Tour / La Maquinaria |
| --- |
| - ACT I 1. Hey, Cruel World... 2. Disposable Teens 3. The Love Song 4. No Reflection 5. mOBSCENE - ACT II 1. The Dope Show(Contiene elementos de Diary of a Dope Fiend) 2. Slo-Mo-Tion 3. Murderers Are Getting Prettier Every Day (Solo en conciertos especiales) 4. Rock is Dead 5. Personal Jesus 6. The Last Day on Earth(Solo en Minsk, Bielorrusia) - ACT III 1. Sweet Dreams (Are Made of This) 2. The Reflecting God (Instrumental) 3. Coma White (En algunos conciertos integró Coma Black) 4. Tourniquet - ACT IV 1. King Kill 33° (Intro) 2. Antichrist Superstar 3. The Beautiful People 4. Little Horn 5. Irresponsible Hate Anthem(Solo en conciertos especiales) |

Referencias:

## Sinopsis
El concierto comienza con destellos de luces blancas y acordes psicodélicos que golpeaban un telón negro, tenuemente transparente, que tapaba toda la boca del escenario. El telón desaparece dejando ver las transgresoras figuras de los integrantes la banda de Marilyn Manson. El show comienza con Hey, Cruel World... y sigue con Disposable Teens para después interpretar The Love Song con un disfraz del papa, seguido a esto se viene la interpretación de los sencillos No Reflection y mOBSCENE. El escenario es cubierto con luces rosas y serpentinas para así interpretar el exitoso The Dope Show y el sencillo Slo-Mo-Tion con una vestimenta rosada recordando el estilo de Mechanical Animals. El espectáculo termina con los clásicos Sweet Dreams (Are Made of This), Antichrist Superstar y The Beautiful People los cuales son remezclados con elementos de temas como
King Kill 33° de Holy Wood (In the Shadow of the Valley of Death) y Track 99 de Antichrist Superstar.
* Reseña de los legados Twins of Evil Tour y Maquinaria Festival.

## Alineación de la banda
- Marilyn Manson: Voz
- Twiggy Ramirez: Guitarra
- Fred Sablan: Bajo
- Jason Sutter: Batería

## Invitados
- Johnny Depp: Segunda Guitarra (Solo por dos conciertos)[18]
- The Doors: Piano y Guitarra (Solo por un concierto)[19]

## Fechas
| Oceanía                                                      |                 |                 |                                           |
| 24 de febrero de 2012                                        | Brisbane        | Australia       | Eaton Hill Hotel                          |
| 25 de febrero de 2012                                        | Brisbane        | Australia       | RNA Showgrounds                           |
| 26 de febrero de 2012                                        | Sídney          | Australia       | Olympic Park Showgrounds                  |
| 29 de febrero de 2012                                        | Sídney          | Australia       | Enmore Theatre                            |
| 2 de marzo de 2012                                           | Melbourne       | Australia       | Royal Melbourne Showgrounds               |
| 3 de marzo de 2012                                           | Adelaida        | Australia       | Bonython Park                             |
| 5 de marzo de 2012                                           | Perth           | Australia       | Claremont Showgrounds                     |
| 6 de marzo de 2012                                           | Perth           | Australia       | Metro City Concert Club                   |
| Asia                                                         |                 |                 |                                           |
| 9 de marzo de 2012                                           | Tokio           | Japón           | Studio Coast                              |
| 10 de marzo de 2012                                          | Tokio           | Japón           | Studio Coast                              |
| 12 de marzo de 2012                                          | Osaka           | Japón           | Namba Hatch                               |
| 13 de marzo de 2012                                          | Nagoya          | Japón           | Zepp Nagoya                               |
| 15 de marzo de 2012                                          | Taipéi          | Taiwán          | Taipei Show Hall                          |
| Norte América                                                |                 |                 |                                           |
| 27 de abril de 2012                                          | Providence      | Estados Unidos  | Lupo’s Heartbreak Hotel                   |
| 28 de abril de 2012                                          | Hampton Beach   | Estados Unidos  | Hampton Beach Casino Ballroom             |
| 29 de abril de 2012                                          | Huntington      | Estados Unidos  | Paramount Theatre                         |
| 1 de mayo de 2012                                            | Silver Spring   | Estados Unidos  | The Fillmore Silver Spring                |
| 2 de mayo de 2012                                            | Montclair       | Estados Unidos  | Wellmont Theatre                          |
| 4 de mayo de 2012                                            | Atlantic City   | Estados Unidos  | House of Blues                            |
| 5 de mayo de 2012                                            | Pittsburgh      | Estados Unidos  | Stage AE                                  |
| 6 de mayo de 2012                                            | Grand Rapids    | Estados Unidos  | The Orbit Room                            |
| 8 de mayo de 2012                                            | Des Moines      | Estados Unidos  | Val Air Ballroom                          |
| 9 de mayo de 2012                                            | Sioux Falls     | Estados Unidos  | KRRO Fest                                 |
| 11 de mayo de 2012                                           | Dallas          | Estados Unidos  | Palladium Ballroom                        |
| 12 de mayo de 2012                                           | San Antonio     | Estados Unidos  | Historic Sunken Garden Theater            |
| 13 de mayo de 2012                                           | Houston         | Estados Unidos  | House of Blues                            |
| 15 de mayo de 2012                                           | Oklahoma City   | Estados Unidos  | Diamond Ballroom                          |
| 16 de mayo de 2012                                           | Kansas City     | Estados Unidos  | Uptown Theater                            |
| 18 de mayo de 2012                                           | Minneapolis     | Estados Unidos  | The Brick                                 |
| 19 de mayo de 2012                                           | Milwaukee       | Estados Unidos  | The Rave                                  |
| 20 de mayo de 2012                                           | Columbus        | Estados Unidos  | Rock on the Range                         |
| Europa                                                       |                 |                 |                                           |
| 24 de mayo de 2012                                           | Tenerife        | España          | Rock Coast Festival(Suspendido)           |
| 26 de mayo de 2012                                           | Moscú           | Rusia           | Arena Moscow                              |
| 28 de mayo de 2012                                           | St. Petersburg  | Rusia           | Yubileyny Sports Palace                   |
| 31 de mayo de 2012                                           | Neuchâtel       | Suiza           | Neuchatel Open Air Festival               |
| 1 de junio de 2012                                           | Nürburg         | Alemania        | Rock am Ring                              |
| 3 de junio de 2012                                           | Núremberg       | Alemania        | Rock im Park                              |
| 4 de junio de 2012                                           | Tilburg         | Países Bajos    | 013                                       |
| 5 de junio de 2012                                           | París           | Francia         | Zénith de Paris                           |
| 6 de junio de 2012                                           | Liège           | Bélgica         | Festival Les Ardentes                     |
| 7 de junio de 2012                                           | Padua           | Italia          | Gran Teatro Geox                          |
| 8 de junio de 2012                                           | Nickelsdorf     | Austria         | Nova Rock Festival                        |
| 9 de junio de 2012                                           | Belgrade        | Serbia          | IQ Festival                               |
| 12 de junio de 2012                                          | Kaunas          | Lituania        | Žalgiris Arena                            |
| 15 de junio de 2012                                          | Gotemburgo      | Suecia          | Metaltown Festival                        |
| 16 de junio de 2012                                          | Copenhague      | Dinamarca       | Copenhell Festival                        |
| 5 de julio de 2012                                           | Londres         | Reino Unido     | Brixton Academy                           |
| 6 de julio de 2012                                           | Liège           | Bélgica         | Les Ardentes Festival                     |
| 7 de julio de 2012                                           | Amnéville       | Francia         | Sonisphere Festival                       |
| 11 de julio de 2012                                          | Milán           | Italia          | Arena Cívica                              |
| 14 de julio de 2012                                          | Varsovia        | Polonia         | Klub Stodola                              |
| 15 de julio de 2012                                          | Praga           | República Checa | Lucerna Hall                              |
| 16 de julio de 2012                                          | Feldkirch       | Austria         | Poolbar Festival                          |
| 19 de julio de 2012                                          | Carcassonne     | Francia         | Théâtre Jean Deschamps                    |
| 21 de julio de 2012                                          | Benicàssim      | España          | Festival Costa De Fuego                   |
| Norte América, Leg #2                                        |                 |                 |                                           |
| 11 de agosto de 2012                                         | Toronto         | Canadá          | Heavy T.O. Festival                       |
| 12 de agosto de 2012                                         | Montreal        | Canadá          | Heavy MTL Festival                        |
| 18 de agosto de 2012                                         | West Hollywood  | Estados Unidos  | Sunset Strip Music Festival               |
| Norte América, Legado #3: Twins Of Evil Tour (c/ Rob Zombie) |                 |                 |                                           |
| 28 de septiembre de 2012                                     | Phoenix         | Estados Unidos  | Ashley Furniture HomeStore Pavilion       |
| 29 de septiembre de 2012                                     | Las Vegas       | Estados Unidos  | Mandalay Bay Events Center                |
| 1 de octubre de 2012                                         | Salt Lake City  | Estados Unidos  | USANA Amphitheatre                        |
| 2 de octubre de 2012                                         | Denver          | Estados Unidos  | 1stBank Center                            |
| 4 de octubre de 2012                                         | Topeka          | Estados Unidos  | Landon Arena                              |
| 5 de octubre de 2012                                         | St. Louis       | Estados Unidos  | Verizon Wireless Amphitheater             |
| 6 de octubre de 2012                                         | Little Rock     | Estados Unidos  | Barton Coliseum                           |
| 8 de octubre de 2012                                         | Lincoln         | Estados Unidos  | Pershing Center                           |
| 9 de octubre de 2012                                         | Mankato         | Estados Unidos  | Verizon Wireless Center                   |
| 11 de octubre de 2012                                        | Chicago         | Estados Unidos  | Allstate Arena                            |
| 12 de octubre de 2012                                        | Detroit         | Estados Unidos  | DTE Energy Music Theatre                  |
| 13 de octubre de 2012                                        | Bloomington     | Estados Unidos  | US Cellular Coliseum                      |
| 15 de octubre de 2012                                        | Youngstown      | Estados Unidos  | Covelli Centre                            |
| 16 de octubre de 2012                                        | Rochester       | Estados Unidos  | Main Street Armory                        |
| 17 de octubre de 2012                                        | New York        | Estados Unidos  | Hammerstein Ballroom                      |
| 19 de octubre de 2012                                        | Camden          | Estados Unidos  | Susquehanna Bank Center                   |
| 20 de octubre de 2012                                        | Uncasville      | Estados Unidos  | Mohegan Sun Arena                         |
| 21 de octubre de 2012                                        | Mánchester      | Estados Unidos  | Verizon Wireless Arena                    |
| 23 de octubre de 2012                                        | Glens Falls     | Estados Unidos  | Glens Falls Civic Center                  |
| 25 de octubre de 2012                                        | Atlanta         | Estados Unidos  | Aaron's Amphitheatre at Lakewood          |
| 27 de octubre de 2012                                        | Tampa           | Estados Unidos  | 1-800-ASK-GARY Amphitheatre               |
| 30 de octubre de 2012                                        | Houston         | Estados Unidos  | Reliant Arena                             |
| 31 de octubre de 2012                                        | Grand Prairie   | Estados Unidos  | Verizon Theatre at Grand Prairie          |
| Latinoamérica, La Maquinaria                                 |                 | Estados Unidos  |                                           |
| 2 de noviembre de 2012                                       | México D.F.     | México          | Arena Ciudad de México                    |
| 3 de noviembre de 2012                                       | Guadalajara     | México          | Explanada López Mateos                    |
| 8 de noviembre de 2012                                       | Buenos Aires    | Argentina       | Estadio Malvinas Argentinas               |
| 10 de noviembre de 2012                                      | Santiago        | Chile           | Club de Campo Las Vizcachas               |
| 13 de noviembre de 2012                                      | Quito           | Ecuador         | Coliseo General Rumiñahui                 |
| Europa, Leg #2: Twins Of Evil Tour (c/ Rob Zombie)           |                 |                 |                                           |
| 26 de noviembre de 2012                                      | London          | Reino Unido     | O2 Arena                                  |
| 27 de noviembre de 2012                                      | Mánchester      | Reino Unido     | MEN Arena                                 |
| 28 de noviembre de 2012                                      | Glasgow         | Escocia         | Scottish Exhibition and Conference Centre |
| 29 de noviembre de 2012                                      | Birmingham      | Reino Unido     | National Indoor Arena                     |
| 1 de diciembre de 2012                                       | Luxembourg      | Luxemburgo      | Rockhal                                   |
| 2 de diciembre de 2012                                       | Bochum          | Alemania        | RuhrCongress                              |
| 3 de diciembre de 2012                                       | Ámsterdam       | Países Bajos    | Heineken Music Hall                       |
| 5 de diciembre de 2012                                       | Estocolmo       | Suecia          | Hovet                                     |
| 6 de diciembre de 2012                                       | Copenhague      | Dinamarca       | Valby-Hallen                              |
| 8 de diciembre de 2012                                       | Viena           | Austria         | Wiener Stadthalle                         |
| 9 de diciembre de 2012                                       | Múnich          | Alemania        | Zenith                                    |
| 11 de diciembre de 2012                                      | Basilea         | Suiza           | St. Jakobshalle                           |
| 12 de diciembre de 2012                                      | Bolonia         | Italia          | Unipol Arena                              |
| Europa, Legado #3                                            |                 |                 |                                           |
| 15 de diciembre de 2012                                      | Ekaterimburgo   | Rusia           | Yekaterinburg Sports Palace               |
| 18 de diciembre de 2012                                      | Moscú           | Rusia           | Estadio Olímpico Luzhnikí                 |
| 20 de diciembre de 2012                                      | Kiev            | Ucrania         | Palace of Sports                          |
| 21 de diciembre de 2012                                      | Minsk           | Bielorrusia     | Minsk Sports Palace                       |
| Norte América, Legado #4                                     |                 |                 |                                           |
| 18 de enero de 2013                                          | Milwaukee       | Estados Unidos  | The Rave                                  |
| 19 de enero de 2013                                          | Cincinnati      | Estados Unidos  | Bogart's - Bar                            |
| 20 de enero de 2013                                          | Colombus        | Estados Unidos  | The LC Pavillion                          |
| 22 de enero de 2013                                          | Detroit         | Estados Unidos  | The Fillmore Detroit                      |
| 24 de enero de 2013                                          | Cleveland       | Estados Unidos  | House of Blues                            |
| 25 de enero de 2013                                          | Wallingford     | Estados Unidos  | The LC Pavillion                          |
| 26 de enero de 2013                                          | Boston          | Estados Unidos  | House of Blues                            |
| 28 de enero de 2013                                          | Montreal        | Canadá          | Métropolis                                |
| 29 de enero de 2013                                          | Oshawa          | Canadá          | General Motors Centre                     |
| 30 de enero de 2013                                          | Hamilton        | Canadá          | Hamilton Place Theatre                    |
| 1 de febrero de 2013                                         | Greater Sudbury | Canadá          | Sudbury Arena                             |
| 4 de febrero de 2013                                         | Winnipeg        | Canadá          | MTS Centre                                |
| 5 de febrero de 2013                                         | Moose Jaw       | Canadá          | Mosaic Place                              |
| 6 de febrero de 2013                                         | Saskatoon       | Canadá          | TCU Place                                 |
| 8 de febrero de 2013                                         | Calgary         | Canadá          | Stampede Corral                           |
| 9 de febrero de 2013                                         | Edmonton        | Canadá          | Shaw - Centro de juntas                   |
| 11 de febrero de 2013                                        | Vancouver       | Canadá          | Queen Elizabeth - Teatro                  |
| 13 de febrero de 2013                                        | Portland        | Estados Unidos  | Roseland Theater                          |
| 19 de febrero de 2013                                        | San Francisco   | Estados Unidos  | The Warfield                              |
| 20 de febrero de 2013                                        | Anaheim         | Estados Unidos  | City National Grove of Anaheim            |
| 21 de febrero de 2013                                        | Los Ángeles     | Estados Unidos  | Nokia Theater                             |

## Conciertos cancelados y/o re-programados
A lo largo de la gira, unos conciertos fueron cancelados por variantes razones, una de ellas el Huracán Sandy pues el clima no era el adecuado para llevar aparte el evento en Orlando, Florida.
| Fecha                                                        | País                             | Recinto               | Motivo |
| ------------------------------------------------------------ | -------------------------------- | --------------------- | --- |
| Norte América, Legado #3: Twins Of Evil Tour (c/ Rob Zombie) |                                  |                       | |
| 26 de octubre de 2012                                        | Estados Unidos, Orlando, Florida | Tinker Field          | Debido a las inclemencias del tiempo por el Huracán Sandy, el evento fue cancelado. Se afectuo un reembolso a los compradores del boleto. |
| Latinoamérica, La Maquinaria                                 |                                  |                       | |
| 6 de noviembre de 2012                                       | Paraguay                         | Hipódromo de Asunción | Los organizadores del evento declararon que se había cancelado el evento por "problemas logísticos que imposibilitan el normal desarrollo del evento en Paraguay, dado el alcance regional del encuentro". |
| Europa, Legado #4                                            |                                  |                       | |
| Marzo de 2013                                                | Rusia                            | Varios                | Empleados encargados en la venta de boletos, anunciaron la cancelación de los siete conciertos programados en siete estados de Rusia, en las ciudades de Kazán, Samara, Novosibirsk, Omsk, Cheliábinsk, Krasnoyarsk y Nizhni Nóvgorod. Los medios de comunicación informaron que dicha cancelación fue dada "por la actitud del artista, fue el resultado de un desacuerdo con los funcionarios de su último concierto en Ekaterimburgo, a mediados de diciembre". Dicha tira de shows representaría la tercera visita de la banda al país mediante esta gira, la cual iba a ser el cierre de la misma. |